# Буракова Марина Вікторівна
Марина Вікторівна Буракова (рос. Марина Викторовна Буракова; нар. 8 травня 1966, Смоленськ, РРФСР) — російська футболістка, захисниця, тренерка. Майстер спорту Росії.

## Життєпис
Дитинство провела в Смоленську. Кандидата в майстри спорту в семиборстві. Закінчила інститут фізичної культури, працювала на кафедрі фізвиховання калузького філії Тимирязевської академії.
Розпочала грати в футбол в команді «Калужанка». Виступала в командах «Енергія» Воронеж (107 матчів, 5 голів), «Лада» Тольятті, «Надія» Ногінськ.
У 1992-2001 роках провела 120 матчів за збірну Росії.
В ході сезону 2007 року — головна тренерка ногінської «Надії». У 2008-2012 роках працювала тренеркою в «Енергії», згодом — тренерка команди при ВДППК.

## Досягнення

### Командні
- Вища ліга Росії
  -  Чемпіонка (3): 1995, 1997, 1998, 1999[4]
  -  Срібна призерка (3): 1996, 2000, 2002

- Кубок Росії
  -  Володарка (6): 1995, 1996, 1997, 2000, 2001, 2002

### Особисті
- Увійшла до символічної збірної 25-річчя (2013)
- У складі «Енергії» 6 разів входила в список «33 кращих»[2], ще 1 раз — у складі ВДВ (1999)

## Сім'я
Чоловік Сергій виступав за калузький «Локомотив» у другій лізі СРСР, син Олександр — професійний футболіст.